# مجمع القسطنطينية الرابع
مجمع القسطنطينية الرابع (869 - 870) يعتبر المجمع المسكوني الثامن في الكنيسة الكاثوليكية، وضم 102 أسقف وثلاث مندوبين بابويين وأربعة بطاركة، وعقد عشر دورات خلال انعقاده. تمت دعوته للانعقاد بناءً على طلب الإمبراطور والبابا أدريان الثاني، لحل قضية الانشقاق الحاصل في الكرسي القسطنطيني. أكد المجمع، على القرارات الصادرة عن مجمع نيقية الثاني، بخصوص تكريم الأيقونات والرموز المقدسة، واعتبر أن الأيقونة تستحق التكريم ذاته الذي يستحقه الكتاب المقدس.